# Partij van de Toekomst
Die Partij van de Toekomst (PvdT, Partei der Zukunft) war eine niederländische Spaßpartei. Das Parteiprogramm basiert größtenteils auf der Forderung nach mehr Partys und mehr Spaß, unter anderem durch einen „Minister für Partys“.

## Geschichte
Die PvdT nahm erstmals an der Niederländischen Parlamentswahl 2003 teil und erhielt 13845 Stimmen (0,14 %). Die Liste wurde von der Fernsehfigur Johan Vlemmix angeführt, einem glühenden Monarchisten und Gründer des Fanclubs von Emily Bremers, der ehemaligen Freundin von Willem-Alexander. Nummer zwei der Liste war der als Mental Theo bekannte Theo Nabuurs, unter anderem für seine Happy-Hardcore-Musik bekannt. Platz 3 hatte der Unterhaltungskünstler und DJ Eric Dikeb inne.
Die Partei löste sich 2006 vorläufig auf, trat aber zu den Kommunalwahlen 2010 in Eindhoven wieder in Erscheinung. Nachdem dort erneut keine Sitze gewonnen werden konnten, kündigte Vlemmix an, „endgültig die Politik zu verlassen“. Trotzdem nahm die Partei auch 2012 wieder an der niederländischen Parlamentswahl mit Vlemmix als Spitzenkandidat teil und erhielt 8194 Stimmen (0,09 %). Bei den kommunale Wahlen in Eindhoven trat die Partei von 2010 bis 2018 an.

## Ende der Partei und Nachfolge
Im Mai 2020 gründete Henk Krol, ein Parlamentsabgeordneter, der ehemals der VVD und 50PLUS angehört hatte, die Partij voor de Toekomst (Partei für die Zukunft). Vlemmix überließ Kroll die Abkürzung PvdT und die Domain der Partei. Krols PvdT löste sich jedoch nach internen Streitigkeiten schon im Oktober 2020 auf, woraufhin Krol bei der Parlamentswahl 2021 stattdessen mit der Lijst Henk Krol (Liste Henk Krol) antrat.
Vlemmix gründete am 27. November 2020 eine neue Partei namens De Feestpartij (DFP), die ebenfalls zur Parlamentswahl am 17. März 2021 antrat. Vlemmix war einziger Kandidat der Partei, die in acht von 20 Wahlkreisen teilnahm.